# Argos (König)
Argos (altgriechisch Ἄργος Árgos) ist in der griechischen Mythologie der Begründer der gleichnamigen Stadt. Seine Eltern sind Zeus und Niobe. Er ist somit der Enkel von Phoroneus.
Mit seiner Gattin Euadne, der Tochter des Strymon und der Neaira, hatte er die Kinder Peiras, Epidauros, Kriasos und Ekbasos. Pausanias nennt als weitere Söhne noch Phorbas und Tiryns. Argos soll als erster Getreide aus Libyen eingeführt und dessen Anbau gelehrt haben. Kriasos wurde der Nachfolger von Argos, der in Argos begraben wurde. Hier gab es auch einen heiligen Hain, in dem der Heros ktistes verehrt wurde.